# 8332 Ivantsvetaev
8332 Ivantsvetaev là một tiểu hành tinh vành đai chính với chu kỳ quỹ đạo là 1328.6848065 ngày (3.64 năm).